# إبراهيم هزيمة
إبراهيم هزيمة (1933 في عكا – 2023 في برلين) فنان تشكيلي فلسطيني. حاز على جائزة الشراع الذهبي في المعرض الكويتي العاشر للفن التشكيلي عام 1987. عمل محاضرا في الجامعات الألمانية وانتخب في اللجنة الوطنية الفلسطينية التشكيلية في اليونسكو عام 1998.

## سيرة فنية
ولد الفنان هزيمة في عكا في فلسطين عام 1933 وعلى إثر حرب النكبة عام 1948 لجأ مع عائلته إلى اللاذقية في سوريا، وفي مقهى والده وعندما كان في سن الخامسة ظهرت موهبته الفنية حين جلس يراقب فنانة أوروبية أثناء عملها وهناك تطوّرت موهبته. تتلمذ على يد الأستاذ عبد الرحمن قباني، قد انضمّ هزيمة لنادي الموسيقى الفني في اللاذقية حيث تمكّن من المشاركة في النشاطات الفنية للنادي وفي عام 1952 فاز بجائزة النادي الموسيقى الفني وتسلمها من قبل مصطفى فروخ. في عام 1960 حصل على منحة من جامعة لايبتزغ الألمانية وتخرج منها عام 1967، وحصل على الجنسية الألمانية وعاش في ألمانيا وأقام معارض فنية متعددة في ألمانيا أبرز من خلالها سرديته الفلسطينية في الفنّ.
استخدمت العديد من أعماله كطوابع وملصقات فلسطينية وصورة خارجية لمجلة شؤون فلسطينية، ومن لوحاته لوحة الانتفاضة لوحة الانتظار ولوحة القدس بعد المطر وفلسطين بلد أحلامي. عام 1979 انتخب عضوا في الأمانة العامة لاتحاد الفنانين التشكيليين وأصبح مسؤول العلاقة الخارجية فيه، وبين الأعوام 1968-1974 عمل في إذاعة برلين الشرقية كمسؤول للصداقة الألمانية العربية ومذيع لبرنامج الفنّ والأدب وعمل مع الصليب الأحمر في برلين بين الأعوام 1974-1991 يرسم وجوه المرضى ليشخصها الاطباء بدقة ويعمل المرضى الرسم، انتخب في اللجنة الوطنية الفلسطينية التشكيلية في اليونسكو عام 1998.

## تكريمه

### جوائز
1. حاز على جائزة المعرض الكويتي العاشر للفن التشكيلي الشراع الذهبي (1987)
2. جائزة الخريف من متحف دمشق للآثار عام (1958)
3. المركز الثالث في المسابقة الدولية للطوابع البريدية في فيينا (2003)
4. جائزة صالون القاهرة.[3]

### أوسمة
1. وسام الثقافة والعلوم والفنون الفلسطيني من درجة «الإبداع» في 1 مارس 2016.[4]

## وفاته
توفي في برلين في 26 سبتمبر 2023 بسبب التهاب حاد في الرئتين.